# 말보르크
말보르크(폴란드어: Malbork, 독일어: Marienburg 마리엔부르크[*], 리투아니아어: Marienburgas, 라틴어: Civitas Beatae Virginis)는 폴란드 북부 포모제주에 위치한 도시로, 면적은 17.15km2, 인구는 38,478명(2006년 기준), 인구 밀도는 2,200명/km2이다. 1975년부터 1998년까지는 엘블롱크 주에 속해 있었으며 13세기 튜튼 기사단이 건설한 말보르크 성이 있다.

## 역사

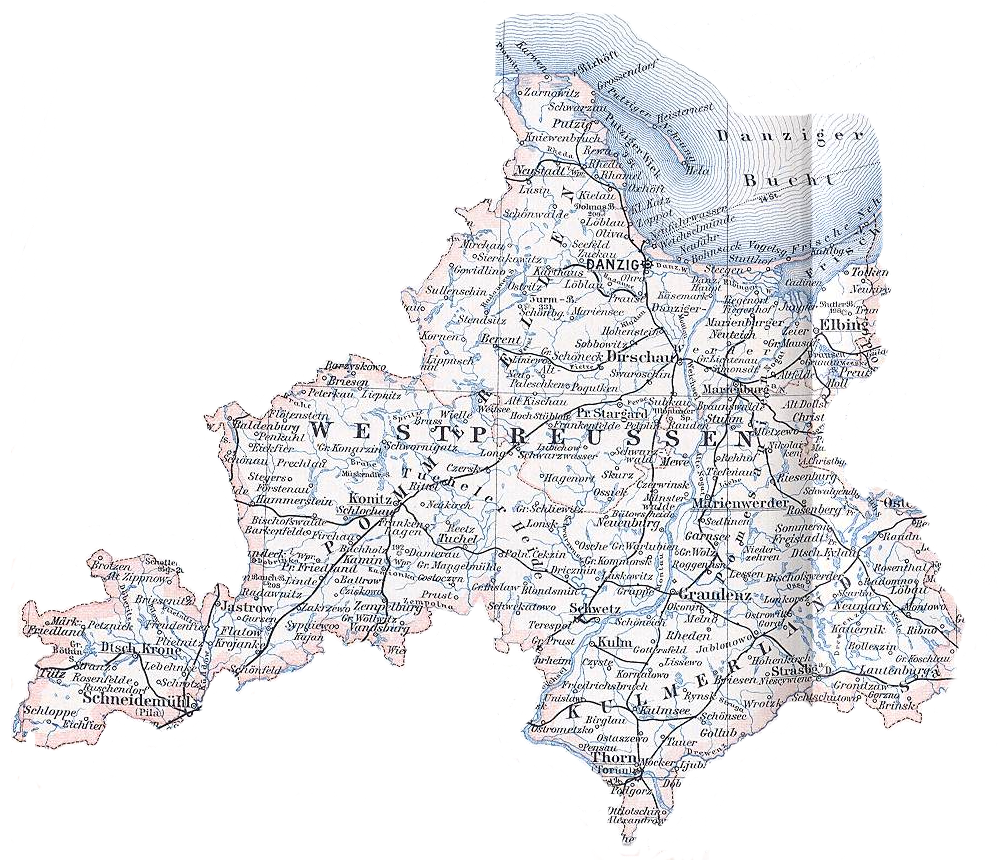
서프로이센에 표시된 마리엔부르크 (1896년 지도)

1274년 튜튼 기사단이 노가트 강(Nogat) 동부 연안에 도시와 성을 건설했으며 1466년 폴란드의 지배를 받았다. 1772년 제1차 폴란드 분할 때 프로이센에 편입되었고 1871년 독일 제국에 병합되었다. 1945년 폴란드에 귀속되면서 모든 독일계 주민들이 추방당했다.